# Tollwut (Skinheadband)
Tollwut war eine Skinheadband, die von 1994 bis 1999 existiert hat. Allerdings hatte das Ganze eher den Charakter einen Projekts. Sänger Patrick (auf den Rock-O-Rama-Veröffentlichungen Patric) war das einzige konstante Bandmitglied. Nur auf der ersten LP Der Alptraum beginnt werden ein Gitarrist und ein Bassist namentlich erwähnt, auf den weiteren Veröffentlichungen nicht mehr. Auf allen drei LPs wird als Gastmusiker Thomas „Kalle“ H. (Bomber) am Schlagzeug genannt.

## Diskografie
- 1994 – Der Alptraum beginnt (Funny Sounds & Vision GmbH) FUN003
- 1994 – Klänge einer neuen Generation (Sampler) (Funny Sounds & Vision GmbH) FUN005
- 1994 – Trunkenbolde (Split-CD mit Rheinwacht) (Funny Sounds & Vision GmbH) FUN007
- 1996 – Kahl total (Sampler) (Funny Sounds & Vision GmbH) SSA 003
- 1996 – Kraft durch Alkohol (Sampler) (Funny Sounds & Vision GmbH) SSA 01
- 1997 – Tollwut Vol.2 (BHCD) BHCD-29
- 1998 – Mittel Deutsche Offensive (Funny Sounds & Vision GmbH) FUN070
- 1999 – Wahrheit oder Lüge (BHCD) BHCD-56